# Joanne Massiah

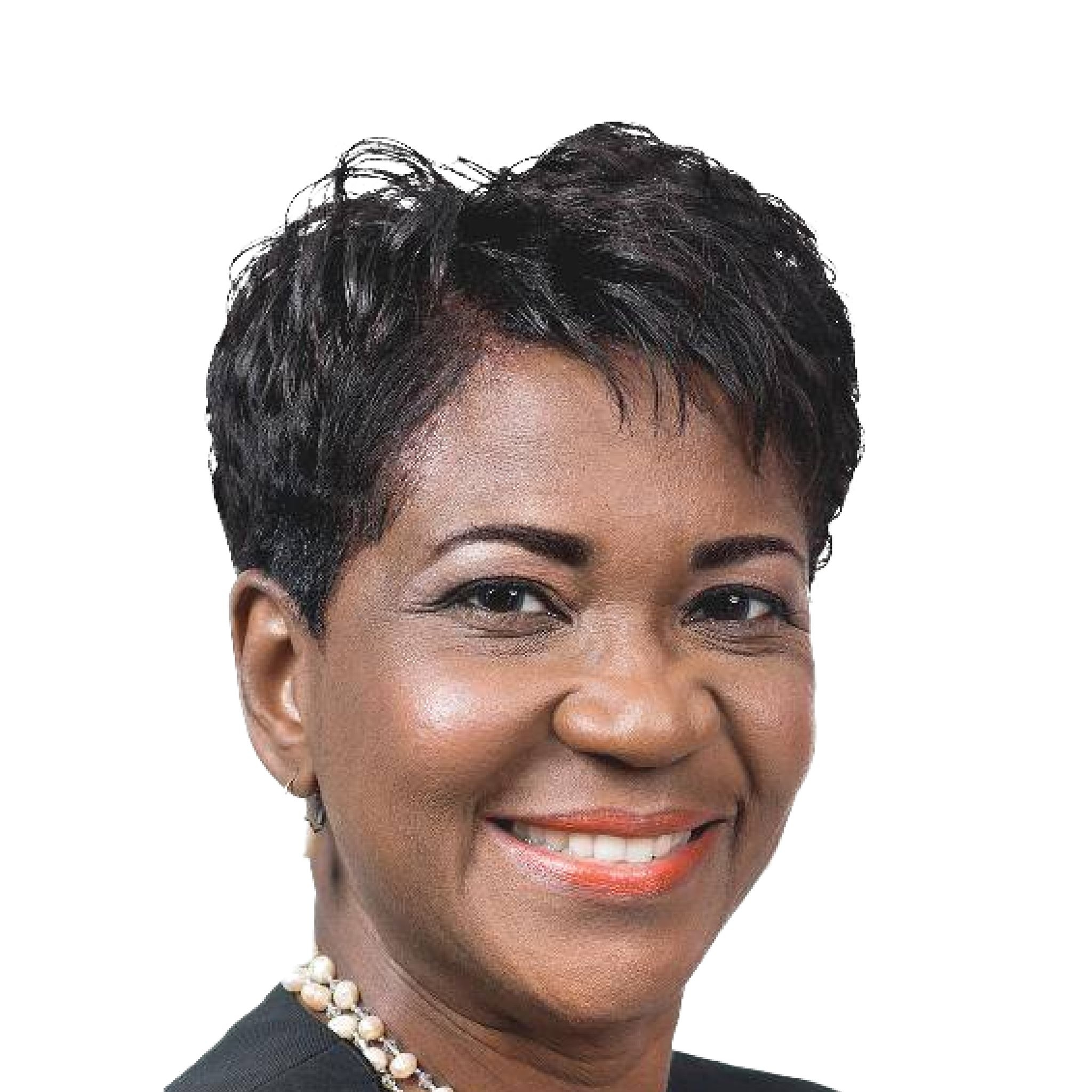
Joanne Massiah, 2018

Joanne Maureen Massiah (* 15. Mai 1968 in All Saints) ist eine aus Antigua und Barbuda stammende Politikerin der United Progressive Party. Sie gehört seit 2014 dem Repräsentantenhaus an.

## Ausbildung und Familie
Ihre schulische Ausbildung erhielt Massiah an der Antigua Girls High School. Hieran schloss sich das Studium der Politikwissenschaften am York College der City University of New York an, das sie im Juni 1993 mit einem Bachelor of Arts abschloss. Anschließend studierte sie Rechtswissenschaften an der University of Oregon, wo sie zum Doktor der Rechte promoviert wurde. Zudem erwarb sie die Zulassung als Rechtsanwältin im Staat New York und besuchte kurzzeitig auch die Harvard University. Nach Abschluss ihrer Promotion besuchte sie die Norman Manley School of Law in Jamaika. Massiah ist Mutter zweier Söhne. Sie ist alleinerziehend.

## Werdegang
Nach der Rückkehr in ihr Heimatland erwarb Massiah auch hier die Anwaltszulassung und ließ sich als Rechtsanwältin nieder und spezialisierte sich auf Fälle aus dem Zivil, Wirtschafts- und Familienrecht. Als erste Frau wurde sie 2003 für die United Progressive Party in den Senat von Antigua und Barbuda entsandt. Diesen Posten hatte sie bis zu ihrer Wahl in das Repräsentantenhaus im Jahr 2014 inne. Für einen Sitz im Repräsentantenhaus kandidierte sie erstmals bei den Unterhauswahlen 2004. Im Wahlkreis St. Peter unterlag sie jedoch gegen den Kandidaten der Antigua Labour Party, Asot Michael. Auch bei den Wahlen 2009 konnte sie sich nicht gegen ihn durchsetzen. Für die Unterhauswahlen 2014 stellte sie ihre Partei im Wahlkreis All Saints East & St. Luke auf. Dort konnte sie sich mit 52,83 % der Stimmen durchsetzen. Schon zuvor hatte sie mehrere Kabinettsposten inne. Bevor sie am 16. Mai 2008 das Ressort für Landwirtschaft, Ländereien, Meeresressourcen und Nahrungsmittelproduktion übernahm, war sie als Staatssekretärin im Landwirtschaftsministerium tätig. Zum 16. März 2009 wechselte sie dann als Staatssekretärin ins Justizministerium. Diesen Posten hatte sie bis zu ihrer Wahl inne. Anfang 2015 wurde bekannt, dass Massiah für den Vorsitz ihrer Partei kandidieren will.